# Contremoulins
Contremoulins település Franciaországban, Seine-Maritime megyében. Lakosainak száma 167 fő (2022. január 1.). Contremoulins Bec-de-Mortagne, Ganzeville, Thiergeville, Tourville-les-Ifs és Toussaint községekkel határos.

## Népesség
A település népességének változása:
| Lakosok száma | 181  | 165  | 170  | 155  | 159  | 162  | 166  | 166  | 167  |
|               | 2013 | 2015 | 2016 | 2017 | 2018 | 2019 | 2020 | 2021 | 2022 |